# 예산 삽교읍 석조보살입상
예산 삽교읍 석조보살입상(禮山 揷橋邑 石造菩薩立像)은 대한민국 충청남도 예산군 삽교읍에 있는, 고려시대의 석조 보살 입상이다.
1969년 6월 21일 대한민국의 보물 제508호 예산삽교석조보살입상(禮山揷橋石造菩薩立像)으로 지정되었다가, 2010년 8월 25일 현재의 명칭으로 변경되었다.

## 개요
2개의 돌을 이어서 조각한 석불이며 예산군 수암산 중턱에 자리잡고 있다. 높이는 5.3미터에 이르고, 조각 돌은 흑운모 화강암이다. 남쪽 약 0.2도 기울어져 있으나, 불안정하지는 않다.
머리에는 두건같은 관(冠)을 쓰고 있고, 그 위에 6각으로 된, 갓 모양의 넙적한 돌을 올려 놓았다. 몸체는 돌기둥처럼 양감이 전혀 없다. 목이 부러져 있었던 것을 시멘트로 붙여 놓았다. 왼손은 몸에 붙인 채 아래로 내렸고, 오른손은 가슴까지 올려 지팡이 비슷한 것을 잡고 있는데 양 발 사이로 길게 내려온다. 이 지물을 석장(錫杖)으로 보고 이 보살상이 지장보살상이라는 견해도 있다.
거구이면서 양감 없는 돌기둥 형태, 간략한 신체 표현 방법 등이 논산 관촉사 석조미륵보살입상(보물 제218호), 부여 대조사 석조미륵보살입상(보물 제217호)과 유사한데, 이는 고려시대 이 지역 석불 특유의 양식이다.

## 사진

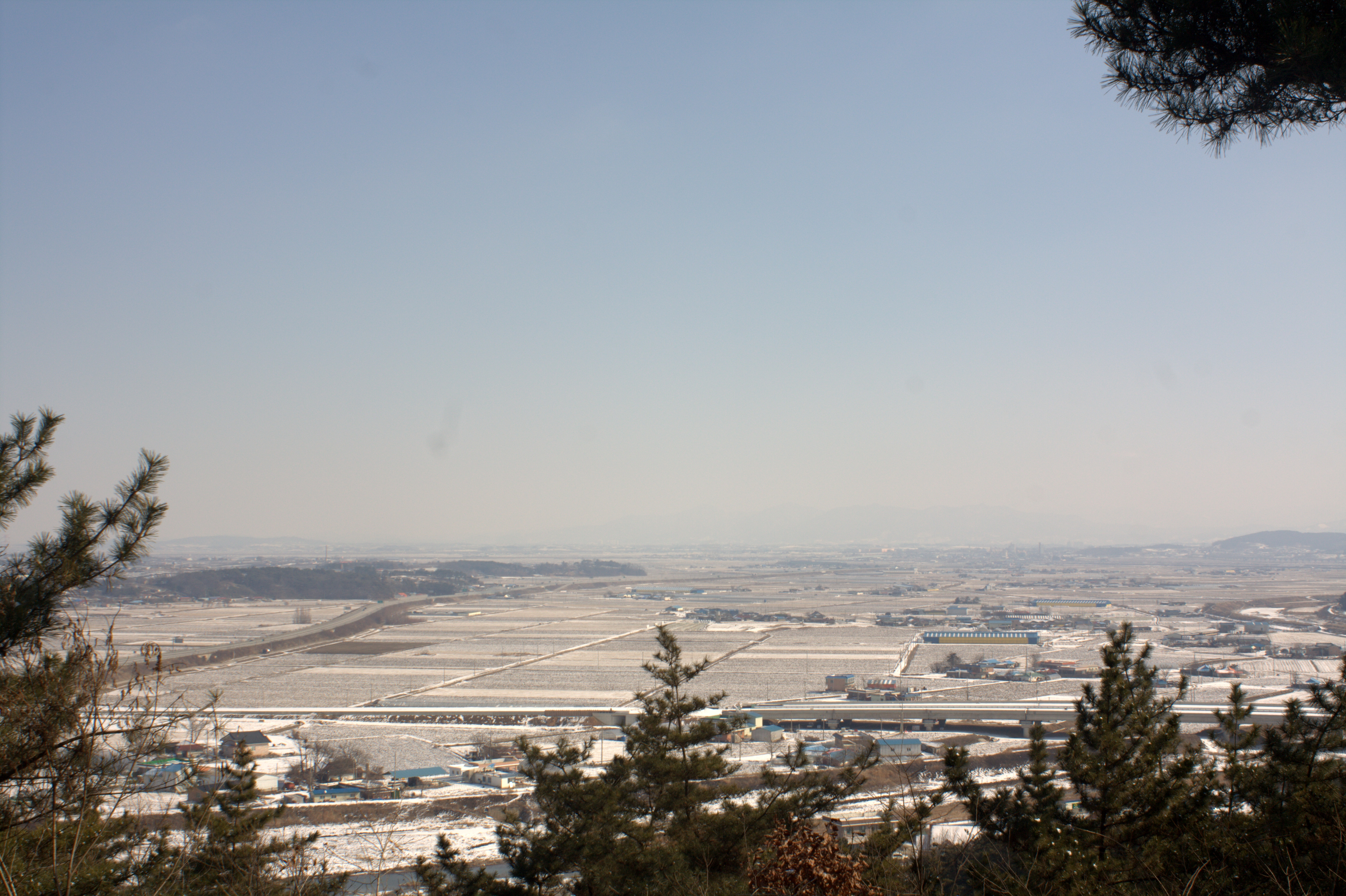
석상 앞 전망
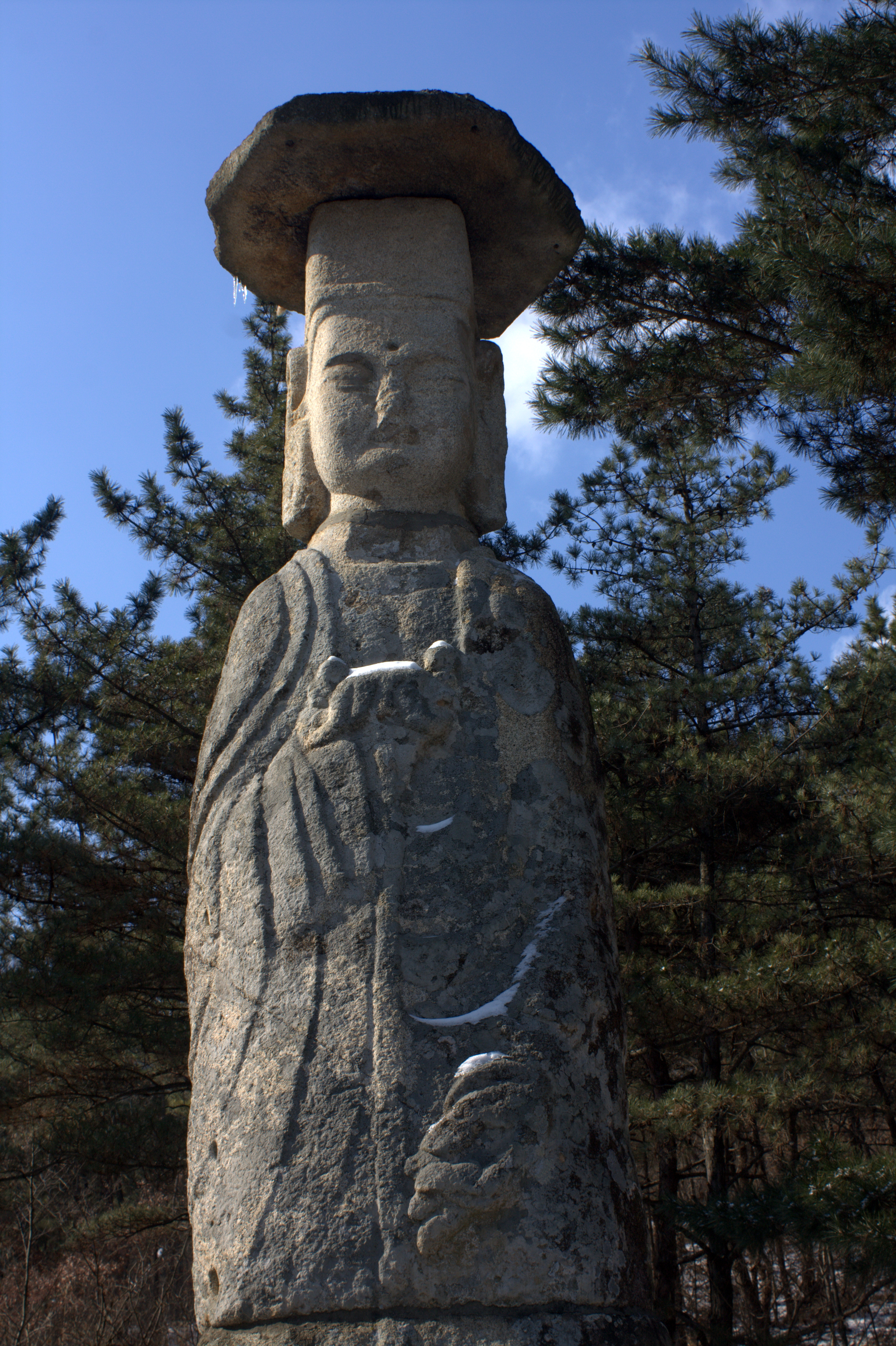
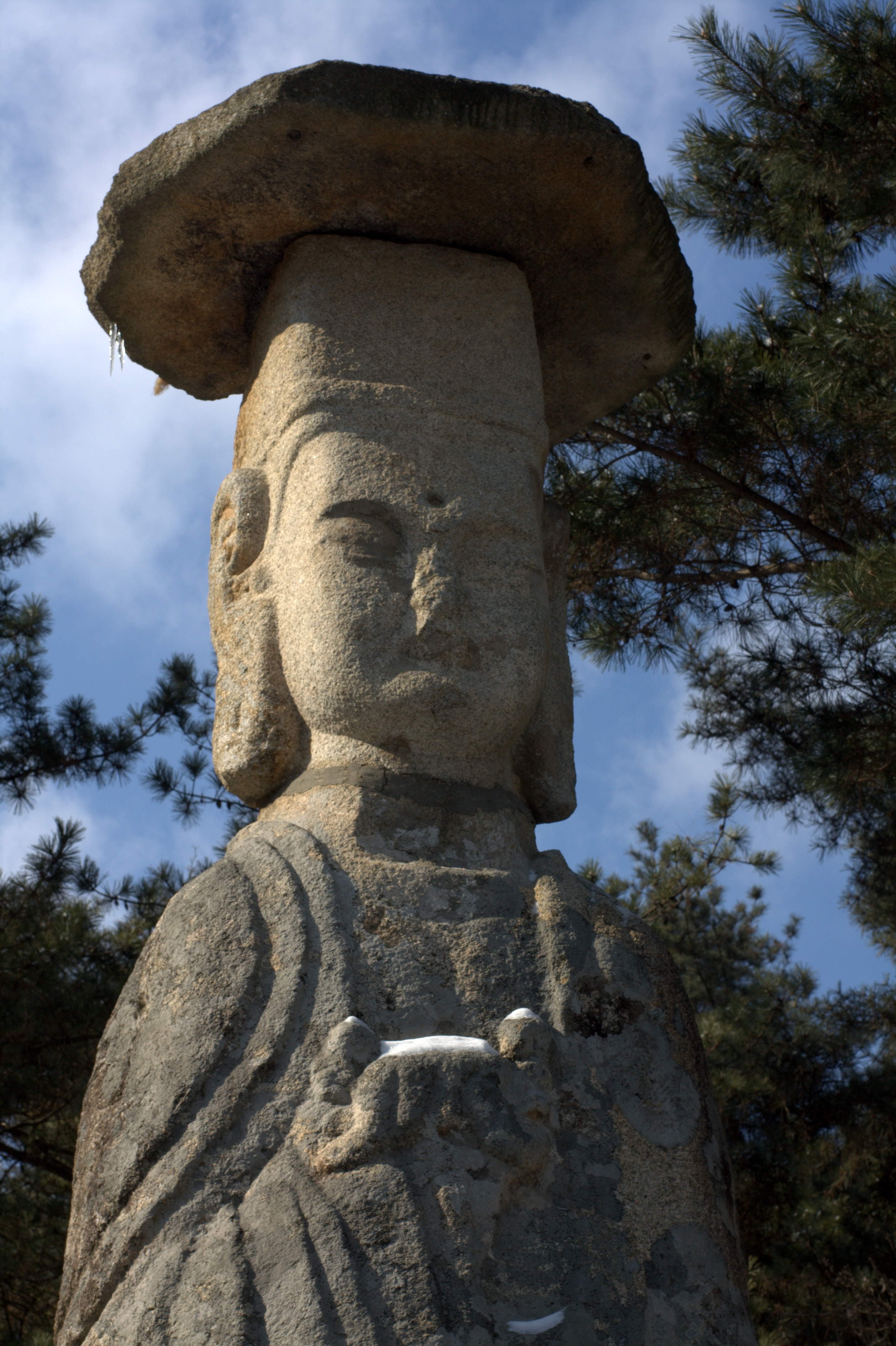
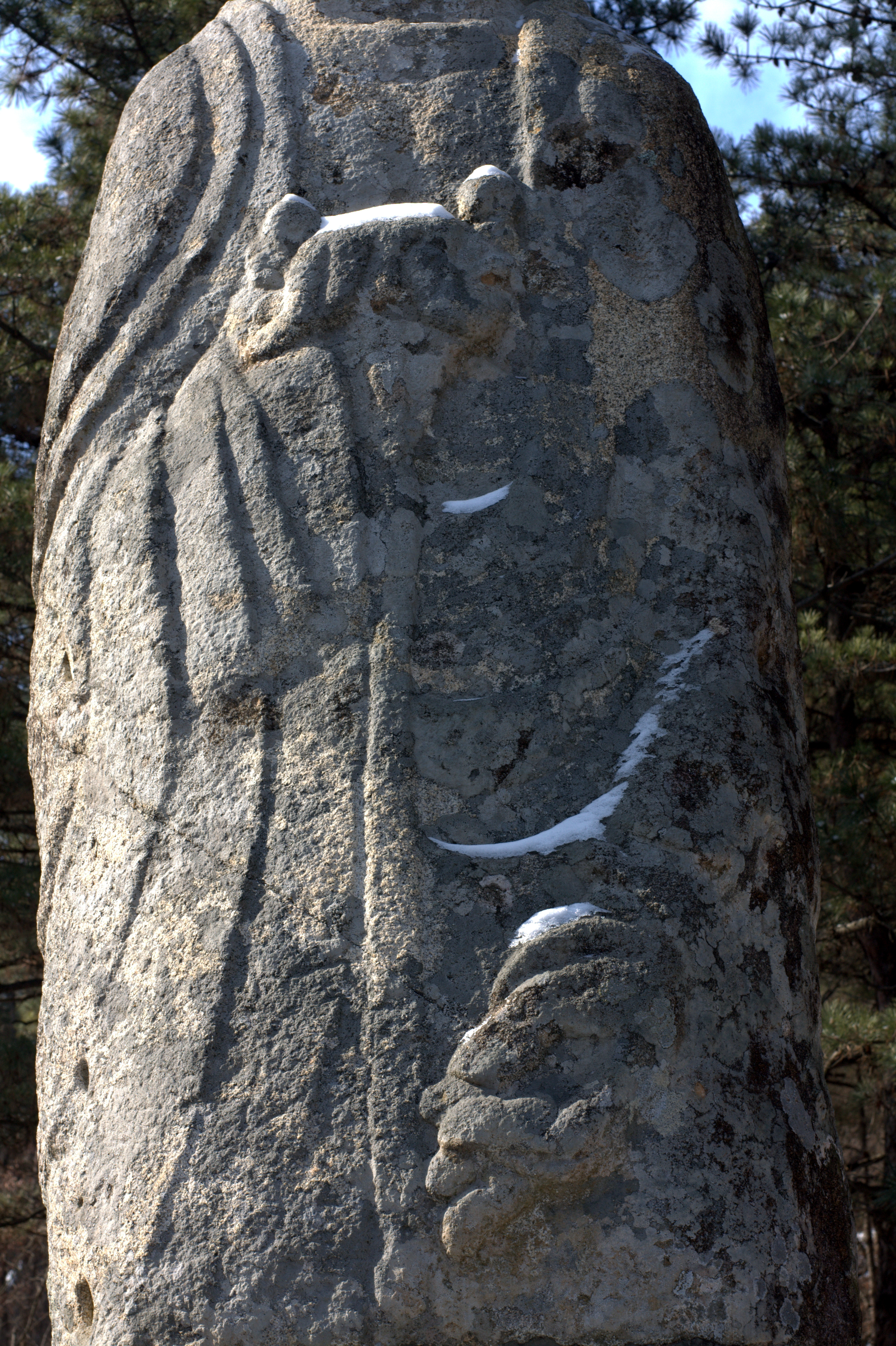
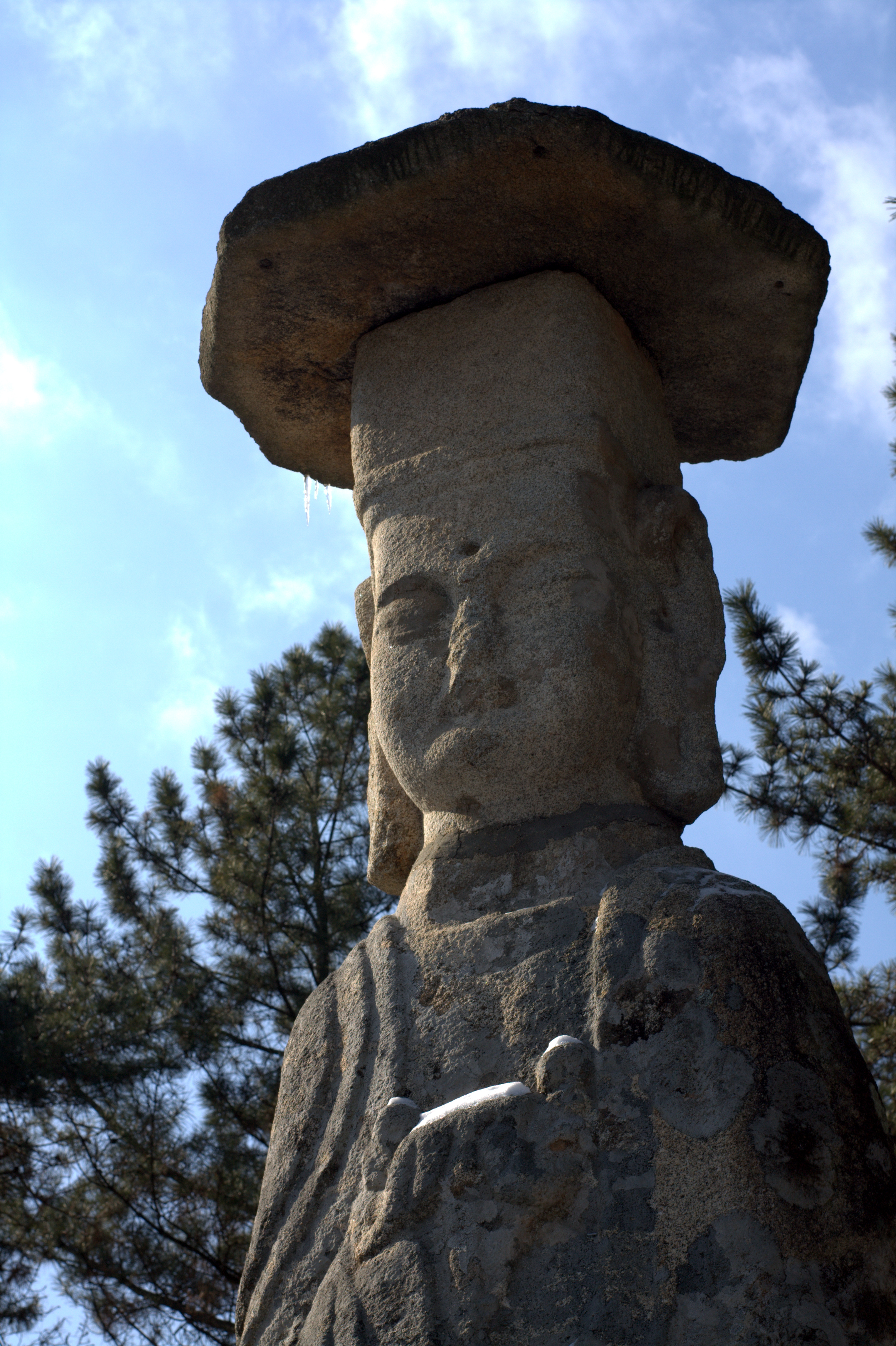
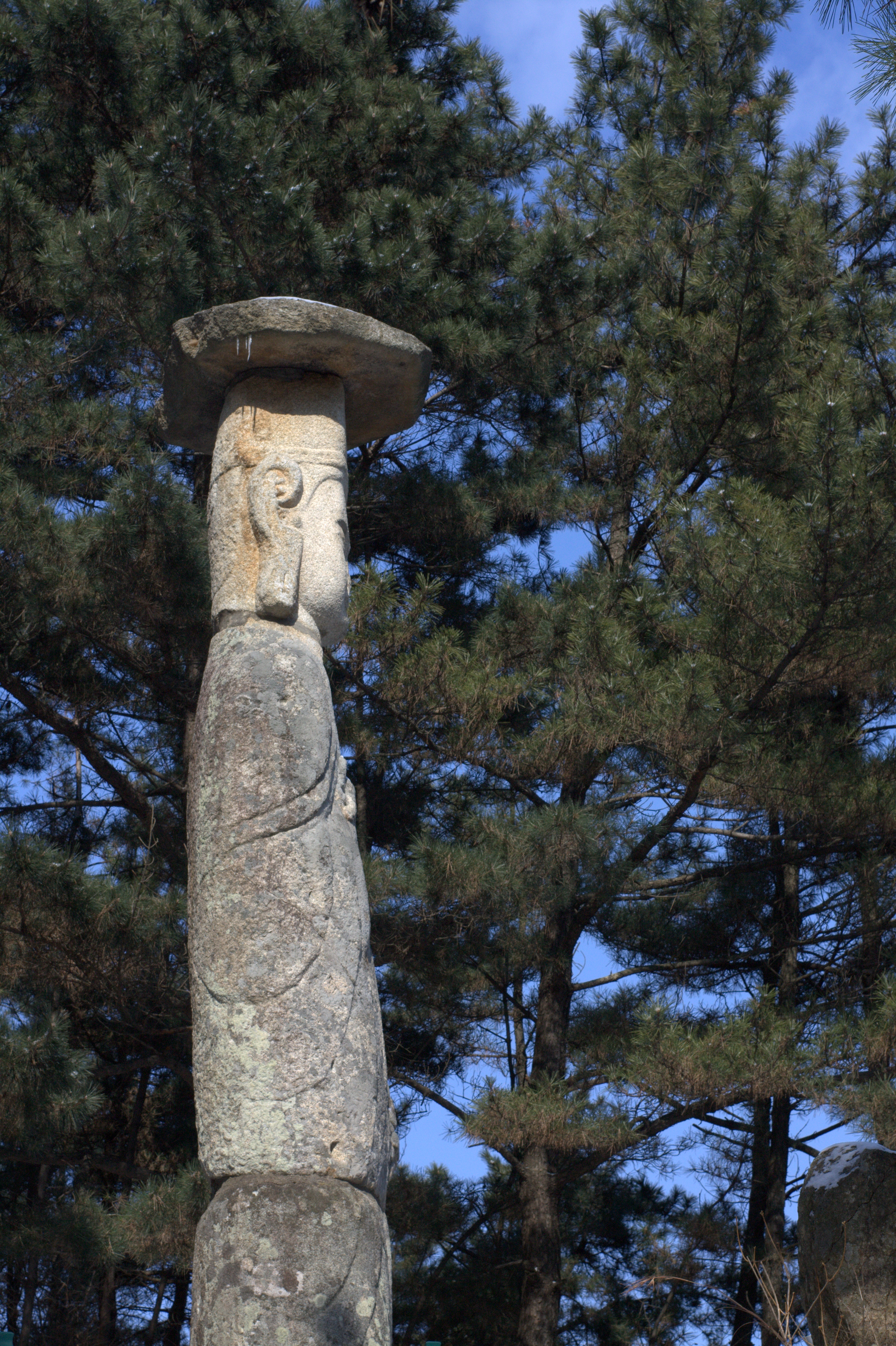